# La Faute à Voltaire
Pour plus de détails, voir Fiche technique et Distribution.
La Faute à Voltaire est un film français réalisé par Abdellatif Kechiche et sorti en 2000.

## Synopsis
Jallel, un jeune Tunisien, immigre clandestinement en France. Ce n'est pas le pays de cocagne dont il avait rêvé, mais il s'adapte bien à Paris où il fait toutes sortes de rencontres : Nassera, une jeune mère célibataire qui refuse à la dernière minute de l'épouser, des clochards avec qui il vit dans un foyer et Lucie, qui souffre de troubles psychiatriques.

## Fiche technique
- Titre : La Faute à Voltaire
- Réalisation : Abdellatif Kechiche
- Scénario : Abdellatif Kechiche
- Production : Jean-François Lepetit
- Photographie : Dominique Brenguier et Marie Spencer
- Montage : Anick Baly, Tina Baz et Amina Mazani
- Décors : Quentin Prévost
- Costumes : Catherine d'Halluin
- Pays d'origine :  France
- Format : couleurs - Dolby Digital
- Genre : comédie dramatique
- Durée : 130 minutes
- Date de sortie : 2000
- Date de reprise en France: 28 février 2024
- Distributeur France: www.missiondistributionfrance.com

## Distribution
- Sami Bouajila : Jallel
- Élodie Bouchez : Lucie, nymphomane qui s'éprend de Jallel
- Bruno Lochet : Franck, l'ami de Jallel qui trouve un travail de veilleur de nuit
- Aure Atika : Nassera, la jeune mère célibataire
- Virginie Darmon : Leila, l'amie et collègue de Nassera
- Olivier Loustau : Antonio, l'ami de Jallel et Franck
- François Genty : Paul, l'adepte du bouddhisme tibétain
- Sami Zitouni : Nono
- Carole Franck : Barbara, la gérante du foyer
- Jean-Michel Fête : Philippe
- Manuel Le Lièvre : André
- Charles Tordjman : le dépressif
- Magali Barney : Véronique

## Production
Le film était prévu de longue date : dans La Faute à Voltaire, le personnage principal, Jallel, vend dans le métro Macadam, un journal de rue, et annonce au programme « une réduction de 15 % sur le film La Graine et le Mulet », film qui sera effectivement tourné sept ans plus tard, mais dont Abdellatif Kechiche avait déjà le projet.

## Critiques
La critique donne un jugement assez positif au film. Pour Les Inrockuptibles « si on veut bien considérer que La Faute à Voltaire est quand même une première œuvre (ce qu'on aurait tendance à facilement oublier tant elle est aboutie…), l’ensemble est porté par une gaieté têtue, un refus de la moindre noirceur facile, qui lui permet de faire oublier ces menus défauts. » Tout en indiquant que son avis divise la rédaction à sa sortie, Louis Guichard juge dans Télérama « que le film s'essouffle et s'effiloche au bout d'une heure et demie (il dure 2h10), en mal de cap et de rythme (...) Le revers de son style apparaît : la longueur des scènes est plus contestable, les louvoiements de la mise en scène, moins heureux. Selon Alexis Nouss, « le film met efficacement en scène les destins convergents des étrangers clandestins, des descendants d'immigrés et des marginaux sociaux les amenant à former une communauté ».

## Distinctions
- Mostra de Venise 2000
  - Sélection à la Semaine internationale de la critique (Venise) (it)
  - Prix Luigi De Laurentiis, meilleur premier film du festival
  - Prix de la Jeunesse
- Prix spécial du jury et prix Jean Carmet pour l'ensemble des acteurs au festival Premiers plans d'Angers
- Prix spécial du jury et prix du jeune jury Émile Cantillon au Festival international du film francophone de Namur
- Prix de la meilleure actrice pour Élodie Bouchez à la Cologne Conference (en)